# Sakesphorus
Sakesphorus és un gènere d'ocells de la família dels tamnofílids (Thamnophilidae) que agrupa tres espècies natives d'Amèrica del Sud, on es distribueixen des de la costa caribenya de Colòmbia, Veneçuela i les Guaianes fins al centre del Brasil.

## Descripció
Els bataràs d'aquest gènere són ocells de mida mitjana, mesuren entre 14,5 i 17,5 cm de longitud, caracteritzats per les vistoses crestes (entre les més prominents entre tots els tamnofílids).

## Taxonomia i etimologia
El gènere Sakesphorus va ser erigit per l'ornitòleg britànic Charles Chubb el 1918 amb el batarà capnegre com a espècie tipus. El nom del gènere prové del grec antic «sakesphoros» que significa “portador d'escut”, de «sakos» “escut” i «-phoros» “portant”.
Les espècies Thamnophilus bernardi, T. melanonotus i T. melanothorax estaven incloses en aquest gènere, però van ser transferides a Thamnophilus d'acord amb els estudis de filogènia molecular de Brumfield & Edwards (2007), que van confirmar que Sakesphorus era polifilètic, el que va ser reconegut pel Comitè de Classificació de Sud-americà (SACC) mitjançant l'aprovació de la Proposta N° 278.
Alguns autors, com el Manual dels Ocells del Món (HBW) i Birdlife International, consideren la subespècie S. canadensis pulchellus com l'espècie plena Sakesphorus pulchellus, amb base en diferències morfològiques i de vocalització, però això encara no és reconegut per altres classificacions com l'IOC i Clements.
Els estudis genètics de Harvey et al. (2020), i les anàlisis filogenómiques de Bravo et al. (2021) demostraren que el present gènere no era monofilètic pel fet que la llavors Sakesphorus cristatus és germana d'un clade format pels gèneres Herpsilochmus i Dysithamnus, i que la parella formada per Sakesphorus canadensis i S. luctuosus és germana del gènere Thamnophilus. A causa de les considerables diferències fenotípiques entre S. cristatus, Dysithamnus i Herpsilochmus, no es va considerar adequat unir-les en un únic gènere, per la qual cosa Bravo et al. van suggerir col·locar-la en el gènere Sakesphoroides, que ja havia estat proposat per Rolf Grantsau l'any 2010. El canvi taxonòmic va ser aprovat a la Proposta No 914 al SACC al juliol de 2021.
Segons la Classificació del Congrés Ornitològic Internacional (versió 14.2, 2024) aquest gènere està format per tres espècies:
- batarà capnegre - (Sakesphorus canadensis).
- batarà luctuós - (Sakesphorus canadensis).

Clements Checklist considera Sakesphorus cristatus una tercera espècie de Sakesphorus:
- batarà galtaargentat - (Sakesphorus cristatus).